# Sagbayan
Sagbayan is een gemeente in de Filipijnse provincie Bohol op het gelijknamige eiland. Bij de census van 2015 telde de gemeente ruim 22 duizend inwoners.

## Geografie

### Bestuurlijke indeling
Sagbayan is onderverdeeld in de volgende 24 barangays:
| - Calangahan - Canmano - Canmaya Centro - Canmaya Diot - Dagnawan - Kabasacan - Kagawasan - Katipunan - Langtad - Libertad Norte - Libertad Sur - Mantalongon | - Poblacion - Sagbayan Sur - San Agustin - San Antonio - San Isidro - San Ramon - San Roque - San Vicente Norte - San Vicente Sur - Santa Catalina - Santa Cruz - Ubojan |

## Demografie
Sagbayan had bij de census van 2015 een inwoneraantal van 22.339 mensen. Dit waren 2.248 mensen (11,2%) meer dan bij de vorige census van 2010. Ten opzichte van de census van 2000 was het aantal inwoners gegroeid met 3.993 mensen (21,8%). De gemiddelde jaarlijkse groei in die periode kwam daarmee uit op 1,30%, hetgeen lager was dan het landelijk jaarlijks gemiddelde over deze periode (1,84%).

De bevolkingsdichtheid van Sagbayan was ten tijde van de laatste census, met 22.339 inwoners op 69,61 km², 320,9 mensen per km².

## Foto's
|  |  |